# Microprius decoratus
Microprius decoratus là một loài bọ cánh cứng trong họ Zopheridae. Loài này được Pope miêu tả khoa học năm 1961.